# ADKホールディングス
株式会社ADKホールディングス（エイディケイホールディングス、英: ADK Holdings Inc.、略称: ADKHD）は、広告代理店業務を中核とする日本の純粋持株会社。韓国のゲーム会社であるKRAFTONの連結子会社、株式会社BCJ-31の完全子会社。

## 概要
2019年1月1日に株式会社アサツー ディ・ケイ（略称：ADK〈エイディケイ〉）の企業組織再編により、同社のグループ統括業務を承継し発足した。かつては日本の広告市場において、電通グループ・博報堂DYグループに次ぐ第3位の売上高の総合広告代理店グループだった。中華人民共和国の新華社などとも業務提携関係にある。欧州（イギリスやフランス）、アジア（タイ王国や大韓民国）、アメリカ合衆国、アラブ首長国連邦などに現地法人や合弁会社を置き、海外市場へも広く展開している。
世界最大の広告代理店グループのWPPグループ（イギリス）と約20年にわたって資本・業務提携関係にあったが、2017年にベインキャピタルによる株式公開買付けが成立。WPPとの資本・業務提携は解消された。2018年3月にベインキャピタル主導で上場廃止となり、数年後の再上場を目指すとしていた。2025年6月に韓国KRAFTONが資本参加し筆頭株主となった。

## 沿革
株式会社旭通信社は、1956年に稲垣正夫が中心となり、社員4人で設立された。略称は「あさつう」（ASATSU）。当初は雑誌広告取扱代理店として設立された。「大手と同じことをしていてもだめだ」との方針のもと、雑誌広告に申込ハガキや資料請求ハガキをつける、婦人誌付録の家計簿に広告スペースを設けて買い切る、目次の内袖広告の枠を開発するなど、前例のないアイデアを次々に実現して業績を伸ばした。また週刊誌創刊ブームや証券投資ブームの広告需要も追い風となり「雑誌のアサツー」と呼ばれた。一方でまだ少なかった子供向けテレビ番組の取り扱いや、国産アニメーション作品の企画制作を開始。1959年に米国アニメ「珍犬ハックル」、1963年に雑誌漫画のアニメ化作品「エイトマン」、1965年「スーパージェッター」、1968年「巨人の星」を手がけるなど、現在のコンテンツビジネスの先駆け的な存在となり、業務を拡大した。1960年代後半にクリエイティブ部門とマーケティング部門を設立し、1972年「マジンガーZ」に関連してイベント、ノベルティ、プレミアムを幅広く手がけるなど、メディア取次代理店から総合広告会社への業務拡大を行なった。1976年に子供マーケティング調査を実施したり、1979年「ドラえもん」放映を開始して国民的アニメに育てるなど、アニメに強い総合広告会社としての体制が整っていった。1988年春以降放送開始の国内アニメ・特撮作品には、略称のASATSUが使用されていた。
1984年、BBDOへの出資、持ち合いを実施。当時、電通がヤング・アンド・ルビカム、博報堂がマッキャン・エリクソンという「王者同士」の合弁は誕生していた中、日本で10位そこそこの代理店の代表として稲垣がマンハッタンに乗り込み、ペプシやアップルを担当していたBBDOとの「提携」ではなく「資本の出し入れ」を決めた。
1987年には、広告業界では初めて旭通信社（当時）が東京証券取引所に上場し、1990年に広告会社としての初の一部上場を果たした。また、幅広い人脈を生かしていちはやく中国へ進出し、1991年に中華人民共和国の新華社と業務提携。
1996年、デジタルガレージを率いる伊藤穰一（Joi）と旭通社員の横山隆治などが起案者となり、博報堂、旭通、第一企画、読売広告社、I&S BBDO、デジタルガレージによって、デジタル・アドバタイジング・コンソーシアム（DAC）を設立。その後2001年にナスダック・ジャパン（現JASDAQ）に株式上場を実現した。
1998年には、BBDO（オムニコムグループ）との提携を解消、イギリスのWPPグループと資本・業務提携を行い、その後2017年までWPPグループとして資本・業務提携を継続した。
第一企画株式会社は、旭通信社の5年前である1951年に第一企画宣伝株式会社（代表・境直哉）として銀座に設立された。ラジオ放送開始と同年であり、当初はラジオ広告取扱代理店だった。10年後の1961年に第一企画株式会社へ商号変更された。民放初放送となる「三菱大相撲」、「ロッテ歌のアルバム」、「大正寄席」などを手がけ、「電波の一企」「テレビの一企」と称された。その頃からTVCMのクリエイティブ強化を行い「企画の一企」と称されるようになった。
雑誌やアニメが強い旭通信社とは対照的に、第一企画は企画・マーケティング領域に従来から定評がある広告代理店であり、1971年にはメディアプランニングシステムを構築、1975年にはNY事務所を設立、1976年にDDBと業務提携するなどを行なった。
また、1985年のTVCM「エリマキトカゲ」、ラジオCM「1秒の言葉」がACC・CM大賞、1988年のTVCM「麒麟伝説シリーズ」がACCグランプリ賞を受賞するなど、クリエイティブや企画で実績を積み上げた。
アジア法人を次々と設立して、1996年には株式店頭公開を行なった。1997年には国内初のインターネット調査パネル「KNOTs」をリリースするなどの先進的な取り組みを行った。
アサツー ディ・ケイは、1999年1月1日に当時売上規模で国内3位だった旭通信社と7位だった第一企画が合併して発足した。旭通信社時代から引き継いだアニメコンテンツに強みを持つ。その歴史は古く1963年11月8日から放映された『8マン』にはじまり、それ以降『ドラえもん』シリーズに代表される藤子アニメなどの多くの作品の製作に加わっている。第一企画から引き継いだ『妖怪人間ベム』の派生作品では原作にADKの社名が単独でクレジットされている（『BEM』以降の作品は後述のADKエモーションズに継承）。
2002年にそれぞれの旧本社を集約する形で、東京都中央区築地のADK松竹スクエア（現・銀座松竹スクエア）へ本社を移転。そのほか、分散していたオフィスも統合された。その関係から、ADK松竹スクエアは大手広告会社を扱ったテレビドラマ『サプリ』などの撮影の舞台になった。
2006年9月にセプテーニとの合弁によりe-マーケティングソリューション事業を手がける子会社エイエスピーを設立。セプテーニが培ってきたソリューション系メディアにおける提案や運用に関するノウハウと、ADKがもつ総合広告代理店としての企画力を融合させ、新しいインターネットマーケティングソリューションをADKの顧客へ提供すると発表した。セプテーニにとっては新たな販路の開拓が、ADKにとってはインターネット広告に関する提案力のさらなる強化がそれぞれ見込まれるとともに、中長期的には、両社のインターネット広告市場における競合優位性の確保を図ることが目的。
2006年8月4日、デジタルガレージ、電通、サイバー・コミュニケーションズ（CCI）、アサツーディ・ケイ（ADK）が共同で、新会社「CGMマーケティング」を設立した。 デジタルガレージの子会社でブログ検索サービスを提供するテクノラティジャパンの検索技術を活用した、CGM広告配信ネットワークの構築や、デジタルガレージのグループ企業である価格比較サイト「価格.com」、旅行の口コミサイト「4travel.jp｣、食べ物に関する口コミサイト｢食べログ.com｣をはじめ、すでにデジタルガレージと事業提携しているシックス・アパートやグループ外のCGM運営企業とも連携し、新しいインターネットマーケティングの提案をしていくとした。
その後、2008年1月にはTwitter社とデジタルガレージが資本業務提携し、2008年4月にTwitter日本語版サービスがスタートした流れを受けて、CGMマーケティング（デジタルガレージ・電通・ADK・CCI）がTwitterマーケティングに関する説明資料を用意したうえで積極的な企業利用を誘致したり、日本の携帯電話向け Twitter 公式サイトを2009 年 10 月に β 版として立ち上げた。モバイルタイアップ広告を始めとした広告ラインナップを2010年8月2日から正式販売するなど、初期Twitterの広告開発やマーケティング活用などを促進する取組みを推進した。
2008年1月、子会社2社を統合して「株式会社ADKダイアログ」を設立。インドに合弁会社「ADK-FORTUNE PVT. LTD.」設立。
中国・上海に「旭通（上海）展覧広告有限公司」を、ロシア連邦の首都モスクワに駐在員事務所を設立。
2010年3月、清水與ニが代表取締役社長に就任。
同年9月、グロヴァレックス社とともにサイトパトロール「キキコミ」のサービスを開始。インターネットコミュニティのユーザー投稿を24時間365日、目視でチェックし、パトロール結果の抽出から企業活動の改善戦略立案までを行うサービス。専門の担当者が文脈を読み取りながらサイトをモニタリングして、「隠語」や「縦読み」「逆説的表現」などの特殊例の漏れを防ぐとしている。
2011年8月、「株式会社ADKデジタル・コミュニケーションズ」設立。
2013年3月、植野伸一が代表取締役社長に就任。
2014年6月16日、虎ノ門ヒルズ森タワーに移転。移転後の本社オフィスは「パワー・アイデア・キャンプ」と称しており、キャンプのようなオフィスに強い「個」が集い刺激しあってアイデアを生み出す場を目指す、としている。13階受付ロビー階には、藤子・F・不二雄ミュージアムを制作した乃村工藝社と藤子プロ監修による「ドラえもん会議室」などを備える。
創業以来、稲垣正夫が社訓として「全員経営」を掲げている。2014年の虎ノ門ヒルズ移転およびコーポレート・アイデンティティ刷新に伴い、長期ビジョン『VISION2020』を制定して、「コンシューマー・アクティベーション・カンパニー」を標榜している。また「従来の広告ビジネスの枠を超えてビジネスを拡大していく」としている。
2017年12月13日、米ベインキャピタル傘下のビーシーピーイー マディソン ケイマン エルピーがTOBにより株式の87.05%を取得、WPPグループは全保有株式を売却し、同社との資本・業務提携は解消された。
2018年3月16日付で上場廃止となり、3月22日付で株式併合が行われ、ビーシーピーイー マディソン ケイマン エルピーの完全子会社となった。
同年5月15日、早稲田大学と学術交流協定を締結。
同年10月18日、インターネットメディア「POSTAD」を創刊。ウェブマガジン運営などを手掛けるクリエイティブカンパニー「CINRA」との協業により、「実体験が、原動力。」をコンセプトに、モノよりも体験の重要度が増していく時代に「世の中に渦巻く情報を鵜呑みにせず、現場に足を運んで、汗をかきながら解き明かしていく」ことを掲げている。ADK社員が中心となって構成する編集部員が直接見て対話し、触れることで、日々感じる疑問などを明らかにした「価値のある一次情報」を掲載している。
同年11月21日に持株会社体制に移行することを発表、2019年1月にADKホールディングス（ADK HD）を純粋持株会社とし、以下の3事業会社との4社を中核とした企業グループとして再編された。
- ADKマーケティング・ソリューションズ（ADK MS）：コミュニケーションを中心としたマーケティング領域の統合的ソリューションの提供と、マーケティングデータを活用したデジタルおよびマスメディアの計画とバイイングを担うマーケティング事業会社として再編された。法人としてはアサツー ディ・ケイが商号変更した形となる。
- ADKクリエイティブ・ワン（ADK CO）：クリエイティブおよびプロモーション領域における企画から制作まで、ワンストップで実現するプロモーション事業会社・総合クリエイティブ会社として、アサツーディ・ケイのクリエイティブ・ソリューション事業部門とADKアーツが経営統合した。
- ADKエモーションズ（ADK EM）：アニメなどのコンテンツ事業の独自性を高めてライツ・マーケティングビジネスの基盤を強固にするコンテンツ事業会社として、アサツー ディ・ケイから分割・設立された。傘下に日本アドシステムズ（NAS）、スタジオKAI、エイケンなどのアニメ制作会社がある。

他の広告代理店グループが部門統合を模索する一方で、ADKは4つの異なる事業体への再編を進めており、さらなる専門性の強化を試みている。ADKは「真のコンシューマー・アクティベーション・カンパニー」になるという目標を掲げて、軸足をメディアバイイングからイノベーションへと移した運営方法の模索している。
2018年より、多彩な「クリエイティブブティック」の立ち上げを開始。その第一弾「CHERRY」は、現在は収益源というよりも、見込み顧客の獲得としての役割を果たしている。次に設立された「FACT」は、ジオメトリー・グローバルからエグゼクティブ・クリエイティブ・ディレクターとして移籍した三寺雅人が率いる予定。また、新規事業開発支援プロジェクト「SCHEMA」では、日米のアクセラレーター（起業直後の会社を支援する組織）や大学などと共同で、スタートアップ企業の支援や、最先端技術についての洞察を得ることを目指している。
また、国内の3大広告代理店では珍しい動きとして、ADKは大山俊哉（電通デジタルでCEOを短期間務めた）を経営陣に招き入れている。
2022年9月にADKグループはSaaS型の気候変動管理・会計プラットフォーム「パーセフォニ（Persefoni）」を導入し、カーボンフットプリントの測定を開始した。
2022年10月20日、ADKホールディングス執行役員社長補佐グループCDOおよびADKマーケティング・ソリューションズ代表取締役社長の大山俊哉が、ADKホールディングス代表取締役社長兼グループCEOに就任した。
2022年、ADKグループはかなりの数の買収を行い、技術的な進歩を遂げたが、その大部分は本拠地である日本でなく海外で行われた。主な成長市場はベトナム、中国、インドだった。多くの広告会社では中国のゼロコロナ政策の影響を受けて成長が阻まれたが、ADKは戦略的な獲得が奏功し、上海での新規事業が勢いを維持している。昨年はOppo（欧珀）のキャンペーンが成功し、このことが数多くの新規クライアント獲得につながった。ピコ（小鳥看看科技）、バイトダンス（字節跳動）、ウィーチャット（微信）、アバター（阿維塔科技）などテック企業や、EVメーカーのBYD（比亜迪）やSUVメーカーのGWM（長城汽車）など新興自動車メーカーなどがその例である。インドのレイジ・コミュニケーションズ（Rage Communications）を買収したことで、セフォラ（Sephora）、タタ・モーターズ（Tata Motors）、タタ傘下のクロマ（Croma）などが、ADKのクライアントに新たに加わった。新たなビジネスの獲得によって、年間の収益は10％増加した。デジタル事業の成長を力強く牽引し続けるベトナムでは、パフォーマンス・マーケティングを手掛けるユニット「VBA」が好調だ。ベトナムの現地法人は、消費者に真のブランド体験を有意義な方法で提供するアクティベーション提供ユニットとして「ADKエクスペリエンス（ADK Experience）」を立ち上げている。
2023年11月20日、韓国の大手代理店で現代自動車グループのグループ企業であるイノーシャンと戦略的パートナーシップを締結。
2025年1月16日、米国Stagwell (NASDAQ: STGW) がADK GLOBALの株式を取得し、APACにおけるネットワーク成長を強化すると発表、この株式取得により、Stagwellはグローバルで拠点を拡大し、デジタルマーケティングの最前線でAIソリューションへの投資を加速するとした。ADK GLOBALの経営陣は買収後もそのまま残留し、業務はスタグウェルのグローバルメディアエージェンシーであるアセンブリーの管理下に移る予定で、今後もADKグループとの連携は強化し現在のマネージメント及び営業体制は継続しサービスを提供するとしている。StagwellのCEOでマーク・ペン氏は「ADKグローバルの参加により、当社のAPAC部門の規模と地域カバレッジが大幅に強化される。彼らの先進的なデジタル・ソリューションは、現代のマーケターに新たな可能性を提供する。」とコメントし、AIを活用したデジタルマーケティングソリューションへの投資を強化し、グローバル市場での事業拡大を目指す Stagwellの戦略の一環であるとしている。
2025年6月24日、韓国の大手ゲーム会社KRAFTON Inc.がADKホールディングスの親会社の株式会社BCJ-31の株式を取得し、ADKグループが韓国KRAFTON Inc.の資本傘下 となった。ADKホールディングス、ベインキャピタル、KRAFTONの三社は、今後もベインキャピタルが出資を継続し、引き続きADKホールディングスの経営支援を行うことにつき協議を進めるとしている。

## シンボルマーク

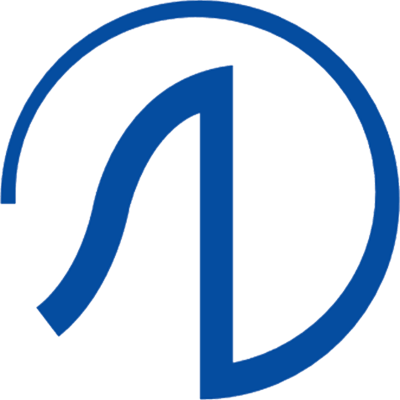
1999年1月1日 - 2002年10月（併用）
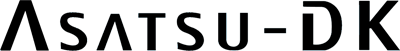
1999年1月1日 - 2001年4月1日
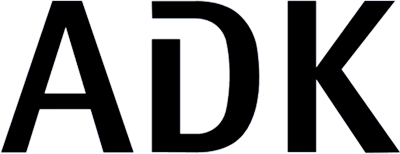
2001年4月2日 - 2002年10月
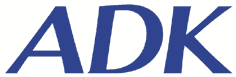
2002年11月 - 2014年5月（併用）
2004年 - 2014年5月
2014年6月 - 現在

## 制作に関わっているアニメ作品
※は創通（旧：創通エージェンシー）との共同。順不同。

### 旧アサツー ディ・ケイ
東映アニメーション
- おジャ魔女どれみシリーズ
- 明日のナージャ
- ONE PIECE
- プリキュアシリーズ
- 爆釣バーハンター

サンライズ
- ∀ガンダム※
- 機動戦士ガンダムSEED※
- 機動戦士ガンダムSEED DESTINY※
- 古代王者恐竜キング Dキッズアドベンチャーシリーズ
- アイドルマスター XENOGLOSSIA
- 機動戦士ガンダム00（1st、2nd、劇場版）※
- バトルスピリッツシリーズ
  - バトルスピリッツ 少年突破バシン
  - バトルスピリッツ 少年激覇ダン
  - バトルスピリッツ ブレイヴ
  - バトルスピリッツ 覇王
  - バトルスピリッツ ソードアイズ（激闘伝を含む）
  - 最強銀河 究極ゼロ 〜バトルスピリッツ〜

- SDガンダム三国伝 Brave Battle Warriors※
- 機動戦士ガンダムAGE※
- ガンダムビルドファイターズ※
- ガンダム Gのレコンギスタ※
- ガンダムビルドファイターズトライ※
- 機動戦士ガンダムUC（地上波放映版の「機動戦士ガンダムユニコーン RE:0096」を含む）※
- 機動戦士ガンダム 鉄血のオルフェンズ※
- ガンダムビルドダイバーズ※

シンエイ動画
- ドラえもん（2005年版）
- あたしンちシリーズ
- ご姉弟物語
- 怪盗ジョーカー

ぎゃろっぷ
- こちら葛飾区亀有公園前派出所 THE FINAL 両津勘吉 最後の日
- アニ×パラ ～あなたのヒーローは誰ですか～ Episode4 ゴールボール

Production I.G
- バンパイヤン・キッズ
- 百日紅 〜Miss HOKUSAI〜

ボンズ
- ラーゼフォン 多元変奏曲
- 血界戦線

バンダイナムコピクチャーズ
- トライブクルクル
- ブレイブビーツ
- ヘボット!

その他
- 花さか天使テンテンくん
- ビーストウォーズメタルス 超生命体トランスフォーマー（製作協力）
- トムとジェリーとゆかいな仲間（ワーナー・ブラザース・テレビジョンとの共同配給）
- 七人のナナ
- 幻影闘士バストフレモン（日本語版製作）
- 妖怪人間ベム -HUMANOID MONSTER BEM-（原作）
- アドリブ王子
- 俺たちゃ妖怪人間シリーズ（原作）
- 劇場版 プリティーリズム・オールスターセレクション プリズムショー☆ベストテン（製作協力）
- ワンパンマン
- 少年アシベ GO! GO! ゴマちゃん
- 宇宙戦艦ヤマト2202 愛の戦士たち

### 旧旭通信社
△はアサツー ディ・ケイ発足後も継続した作品。
東映動画→東映アニメーション
- マジンガーZ
- グレートマジンガー
- UFOロボ グレンダイザー
- 大空魔竜ガイキング
- マシンハヤブサ
- キャンディ・キャンディ
- 惑星ロボ ダンガードA
- ジェッターマルス
- アローエンブレム グランプリの鷹
- SF西遊記スタージンガー
- 円卓の騎士物語 燃えろアーサー
- 銀河鉄道999
- 花の子ルンルン
- 魔法少女ララベル
- ハロー!サンディベル
- Gu-Guガンモ
- とんがり帽子のメモル
- ビデオ戦士レザリオン
- はーいステップジュン
- メイプルタウン物語
- 新メイプルタウン物語 パームタウン編
- ビックリマンシリーズ
- まじかる☆タルるートくん
- GS美神
- ママレード・ボーイ
- ご近所物語
- 花より男子
- 夢のクレヨン王国△

東京ムービー→東京ムービー新社
- 巨人の星
- アタックNo.1
- 天才バカボン
- 空手バカ一代
- おはよう!スパンク
- とんでモン・ペ
- レディジョージィ
- Bugってハニー
- 超電動ロボ 鉄人28号FX

エイケン
- エイトマン
- スーパージェッター
- クッキングパパ

サンライズ
- 魔神英雄伝ワタルシリーズ
- 魔動王グランゾート
- 新世紀GPXサイバーフォーミュラ
- ママは小学4年生
- 超者ライディーン
- イソップワールド

土田プロダクション
- おじゃまんが山田くん
- さすがの猿飛

日本アニメーション
- ムカムカパラダイス
- 愛と勇気のピッグガール とんでぶーりん
- ヤマトタケル

葦プロダクション
- 超獣機神ダンクーガ
- NG騎士ラムネ&40
- VS騎士ラムネ&40炎

シンエイ動画
- ドラえもん（1979年版）△
- クレヨンしんちゃん△
- 藤子不二雄劇場
- 忍者ハットリくん
- パーマン
- 藤子不二雄ワイド
- エスパー魔美
- 藤子不二雄ワールド
- ビリ犬なんでも商会
- チンプイ
- 藤子不二雄Ⓐの夢魔子
- 21エモン
- 藤子不二雄Ⓐのさすらいくん

スタジオぎゃろっぷ→ぎゃろっぷ
- キテレツ大百科
- こちら葛飾区亀有公園前派出所△

東宝
- プラレス3四郎
- タッチ
- 陽あたり良好!
- 鉄拳チンミ（ノンクレジット）
- H2

東北新社
- 勇者ライディーン
- バッグス・バニーのぶっちぎりステージ（第27話以降）
- タイニー・トゥーンズ（テレビ東京放送分）
- バットマン（テレビ東京放送分）
- ワーナーアニメランド ルーニーテューンズ（1話 - 7話、録音制作）

その他
- モンシェリCoCo
- スーキャット
- 小さな森の精 あいあむ!スマーフ（日本語版制作）
- ミュータント・タートルズ（1987年版）（制作）
- ミラクル☆ガールズ
- 餓狼伝説 -THE MOTION PICTURE-
- ビーストウォーズ 超生命体トランスフォーマー（製作協力）

### 旧第一企画
第一動画
- 黄金バット
- 妖怪人間ベム

第一放映
- 宇宙戦艦ヤマト
- 宇宙戦士バルディオス

日本アニメーション
- 平成イヌ物語バウ

## 制作に関わっている実写作品

### 旧アサツー ディ・ケイの実写作品
東映
- 燃えろ!!ロボコン
- 仮面ライダーシリーズ（『仮面ライダークウガ』以降）

円谷プロダクション
- ブースカ! ブースカ!!

トータルメディアコミュニケーション
- 妖怪人間ベム（原作）

### 旧旭通信社の実写作品
▲はアサツー ディ・ケイ発足後も継続した作品。
東映
- がんばれ!!ロボコン（ノンクレジット）
- メタルヒーローシリーズ▲

円谷プロダクション
- ミラーマン
- 恐竜探険隊ボーンフリー

### 旧第一企画の実写作品
東宝
- ザ・刑事

石原プロモーション
- ゴリラ・警視庁捜査第8班
- 代表取締役刑事

## 劇場公開作品
- FLOWERS -フラワーズ-（「FLOWERS」製作委員会（ADK、ROBOT、東宝、小学館、資生堂、日本テレビ、読売テレビ、読売新聞、KDDI）
- のぼうの城（犬童一心（ADKアーツ所属）共同監督作品）
- ゼロの焦点（犬童一心（ADKアーツ所属）監督作品）
- ジョゼと虎と魚たち（犬童一心（ADKアーツ所属）監督作品）
- タッチ（犬童一心（ADKアーツ所属）監督作品）
- メゾン・ド・ヒミコ（犬童一心（ADKアーツ所属）監督作品）
- ちょっと今から仕事やめてくる（成島出監督作品）

## 企画・制作に関わったプロジェクト・イベント
- 2005年日本国際博覧会（愛知万博）
- 開国博Y150
- 上海万博（日本パビリオン等）
- 2025年日本国際博覧会（大阪・関西万博）
- 出雲全日本大学選抜駅伝競走
- 東レPPO（大会主催）
- 樋口久子レディス（大会主催）
- 東京ガールズコレクション（沖縄開催などにおける主担当代理店）
- ホノルルマラソン（日本事務局を担当）
- ホノルル・センチュリーライド（日本事務局を担当）
- 2020年東京オリンピック構想（東京2020オリ・パラ招致活動における専任代理店電通の販売協力代理店）
- 2020年東京オリンピック・パラリンピック（専任代理店電通の販売協力代理店）
  - スポーツをする人も、観る人も、支える人も、みんなで一つになって、未来に向かって進んでいくプロジェクトである「TEAM BEYOND」へのメンバー登録をはじめ、各種事業に携わった[36]。
- クールジャパン関連事業
- ジャンプミュージックフェスタ
- S2O JAPAN SONGKRAN MUSIC FESTIVAL
- FISE HIROSHIMA
- MONSTER JAM IN JAPAN
- SHIBUYA FASHION FESTIVAL（アッシュ・ペー・フランス株式会社と共同）
- LIVING on demand（株式会社イープラス、株式会社キョードーアジアと共同）
- ネット上の原子力安全に関わる不正確情報のモニタリング事業（資源エネルギー庁からの委託事業）
  - 経済産業省資源エネルギー庁が行う「原子力安全規制情報広聴・広報事業（不正確情報対応）」[37]の2011年度分に事業内容[注 6]を踏まえて応札し、約7000万円で落札・契約した。Twitterやブログなどのインターネット情報をモニタリングする[42]。ADKは「福島第一原発事故の風評被害防止になる事業だと判断した。事業内容については委託された立場なので、同庁の出した事業を進めるだけ」としている[43][44]。

## 主な子会社、関連企業
2023年現在サイトなどで確認ができる主な子会社、関連企業。
- ADKコミュニケーションズ - 主に外資系クライアントなどを扱う子会社。旧ADKインターナショナル。
- ADKダイレクト - ダイレクトマーケティングやD2Cソリューションなどを扱う子会社。
- ADKデジタル・コミュニケーションズ（ADDC） - 電通デジタルホールディングスおよびADKの合弁会社。
- ADKデジタルオペレーションズ　- ノーザンライツと合弁で設立されたBPO（Business Process Outsourcing）サービス子会社。
- ADK-FORTUNE PVT. LTD - インド子会社
- ADK Wonder Recrods (AWR) - 音楽でひろがるコミュニケーションづくりテーマに、市川喜康が設立したクリエイティブブティック。
- A-Bridge - キャスティングなどを扱う子会社。
- AH Project team - 博報堂とADKの合同プロジェクトチーム。
- alphabox - 日本IBMとの共同事業。企業のカスタマーエクスペリエンス向上および変革のためのコンサルティングサービス。
- addict - 藤本勝也が代表をつとめるクリエイティブブティック。
- CHERRY - 2018年7月に設立されたクリエイティブ・ブティック。
- DAサーチ&リンク（DASL） - 電通デジタルホールディングスおよびADKの合弁会社。
- SCHEMA（スキーマ） - 企業の新規事業開発を支援するプロジェクト。外部パートナーとして、Plug and Play Japan、デジタルハリウッド大学大学院、DMM.make AKIBA、広尾学園中学校・高等学校が参画。
- データ・ケミストリー − ジェイアール東日本企画（JEKI）、東急エージェンシーと共同設立したデータマーケティング会社。
- ドリル - 電通およびADKの合弁会社。クリエイティブ・ブティック。
- エイケン - 2002年に子会社化したアニメーション制作会社。代表作に『サザエさん』『ぼのぼの（2016年版）』『ガラスの仮面』『アルプスの少女ハイジ』など。
- スタジオKAI - 2019年に子会社として設立されたアニメーション制作会社。ゴンゾの制作部門を継承している。
- スーパー・ビジョン - アニメーション作品・映像ソフトの製造・販売会社。ADK100%出資により、1991年に設立。
- テンユウ - 日本アドシステムズの子会社。アニメーション制作における制作委員会の仕事を法人格をもって単体業務として行う会社。
- プレミアクロスバリュー
- NAS（日本アドシステムズ）
- ライトソング音楽出版
- 協和企画
- 日本動画協会
- 中国物語
- ナカミノ - グローバルクラウドソーシングネットワーク「Sticki」にて提携関係にある。
- アドフレックス・コミュニケーションズ - ダイレクトマーケティング領域において提携関係にある。
- textus（テクスタス） - ADKとアドフレックス・コミュニケーションズの共同事業プロジェクト。
- Plug and Play Japan - 2006年創立の世界最大のテクノロジーアクセラレーター・投資家。コミュニティ内のスタートアップ企業は60億ドル（6600億円超） の資金調達に成功している。ADKとパートナーシップを締結している。
- ベインキャピタル - 世界的なプライベート・エクイティ・ファンド。1984年にベイン・アンド・カンパニーのシニアパートナーらによって設立。
- WPPグループ - ロンドンに本拠地を置く世界第1位の広告代理店グループ。ジェイ・ウォルター・トンプソン（JWT）、オグルヴィ・アンド・メイザー、カンター・グループ、ヤング・アンド・ルビカムなどを傘下に置く。2017年12月12日までADKの筆頭株主であった。
- シルチェスター・インターナショナル・インベスターズ - イギリスの投資ファンド。2017年12月12日までADKの第二位株主であった。

過去の関連会社、関連企業。
- 1-10 Imagine - 1-10 design（ワントゥテンデザイン）の関連会社。2017年3月にADKが株式を取得しADKグループ傘下に。
- ADKマインドシェア - 外資との合弁会社で、LVMHグループをクライアントに持つ。
- ADKダイアログ
- ADKボーイズ
- ADKインタラクティブ（2011年解散）[45]
- ADK保険サービス
- Caratz（キャラッツ） - 石田具隆を中心としたクリエイティブブティック。IP活用を得意とする。
- FACT. - 三寺雅人を中心としたクリエイティブブティック。2023年ADKグループより独立。
- navy - 米澤克雄を中心としたクリエイティブブティック。2023年ADKグループより独立。
- eYeka（アイカ） - ADKが独占販売契約を結ぶ、フランスのクラウドソーシング、コ・クリエーションプラットフォーム企業。
- エイエスピー（ASP） - ADKおよびセプテーニの合弁会社。
- 旭通（上海）展覧広告有限公司 - 上海子会社
- アクシバル
- アブソルートワン
- トップス
- ノイマン - ADKと1-10 design（ワントゥテンデザイン）による合同プロジェクトチーム。
- ゴンゾ - 2016年に子会社化したアニメーション制作会社。代表作に『 青の6号』『ストライクウィッチーズ』『アフロサムライ』『LAST EXILE』など。2019年にスタジオKAIへ制作部門を譲渡、2020年にADKグループより独立。
- ディーライツ - 三菱商事系列のコンテンツ製作会社。2015年に株式の過半数を得て筆頭株主となり子会社化。『ベイブレード』シリーズなどの版権管理および海外での番組販売を行う。2019年10月、ADKエモーションズに吸収合併され解散。
- アニメコンソーシアムジャパン - バンダイナムコホールディングス、アニプレックスと共同設立した、日本アニメの海外向け配信事業とアニメ関連商品のEC（通信販売）サイトの運営会社。バンダイナムコホールディングスの完全子会社になった後、バンダイナムコライツマーケティング（現：バンダイナムコフィルムワークス）に吸収合併。
- 日本文芸社 - 1976年より連結子会社だったが、2015年2月18日に健康コーポレーションに全株式を譲渡。2021年3月よりメディアドゥグループ傘下。
- アニマックス - ソニー・ピクチャーズ（SPEJ）、バンダイナムコフィルムワークス、トムス・エンタテインメント、東映アニメーション、ADKマーケティング・ソリューションズの出資で運営されているアニメ専門チャンネル。2024年4月1日、株式会社アニマックスブロードキャスト・ジャパンをノジマ傘下であるAXN傘下のAKエンタテインメント子会社で、SPEJよりアニマックスブロードキャスト・ジャパンに関する管理業務を継承したAKメディアが東映アニメーションやトムス・エンタテインメント、バンダイナムコフィルムワークス、ADKマーケティング・ソリューションズなどの保有する株も含めた全株式を取得し買収[46][47]。

## ADKマーケティング・ソリューションズ
株式会社ADKマーケティング・ソリューションズ（エイディケイマーケティング・ソリューションズ、英: ADK Marketing Solutions Inc.、略称: ADKMS）は、日本の広告代理店。コンピュータエンターテインメント協会一般賛助会員、日本オンラインゲーム協会準会員。
2019年1月1日に法人格上の前身企業である株式会社アサツー ディ・ケイの企業組織再編により、同社の大部分の事業を承継した。
2019年2月28日、日本IBMとの共同事業として、企業のカスタマーエクスペリエンスの向上および変革を目的としたコンサルティングサービス「alphabox」をIBMiXと共同で開始した。ADK MSが持つ消費者洞察力、コミュニケーション・コンテンツ企画・実行力と、IBMが持つ先進テクノロジーの専門知識、デザイン思考やデータ・サイエンスを起点とするコンサルティング能力を融合させることにより、戦略策定から実行管理までのサービスを一貫して提供するとしている。
同年4月4日、ジェイアール東日本企画（JEKI）、東急エージェンシーとの3社共同で、データを使ったマーケティング領域で新会社「データ・ケミストリー」を設立した。3社で消費者データを広告配信に活用しやすい形で蓄積・管理するDMP（データ・マネジメント・プラットフォーム）を構築する。
2021年3月、ADKグループ全体でデジタル＆データドリブン・マーケティングを専門領域とする新事業ブランド「ADK CONNECT」の始動を発表。ADKグループが有するデジタル＆データドリブン・マーケティングに関わるソリューションを専門とする多様なスペシャリストを結集させ、多様化する顧客のニーズに応える構想と発表した。
2022年4月、ADK MSとJ-WAVEは共同で、広告配信サービス「J-WAVE HEADLINE NEWS on スマートデバイス」による音声広告配信を実施。デジタル・インフォメーション・テクノロジーおよびオトナルとともに効果検証を行ったと発表した。

### 制作に関わっているアニメ作品（ADKMS）

#### テレビアニメ（ADKMS）
2019年
- ダーウィンズゲーム
- 宇宙戦艦ヤマト2202 愛の戦士たち（第14話 - 第26話）
- ぼくたちは勉強ができない
- ワンパンマン（第2期）
- 炎炎ノ消防隊
- 通常攻撃が全体攻撃で二回攻撃のお母さんは好きですか?
- 俺を好きなのはお前だけかよ
- ぼくたちは勉強ができない!

2020年
- ド級編隊エグゼロス
- 炎炎ノ消防隊 弐ノ章
- 魔王学院の不適合者 〜史上最強の魔王の始祖、転生して子孫たちの学校へ通う〜
- 100万の命の上に俺は立っている
- 『ヒプノシスマイク -Division Rap Battle-』Rhyme Anima
- 戦翼のシグルドリーヴァ

2021年
- オルタンシア・サーガ
- 転生したらスライムだった件（第2期）
- ワンダーエッグ・プライオリティ
- 転生したらスライムだった件 転スラ日記
- SDガンダムワールド ヒーローズ
- EDENS ZERO
- 86-エイティシックス-
- SCARLET NEXUS
- 月とライカと吸血姫
- ビルディバイド -#000000-

2022年
- その着せ替え人形は恋をする
- ビルディバイド -#FFFFFF-
- BIRDIE WING -Golf Girls' Story-
- くノ一ツバキの胸の内
- 悪役令嬢なのでラスボスを飼ってみました
- 機動戦士ガンダム 水星の魔女

2023年
- NieR:Automata Ver1.1a
- 魔王学院の不適合者 II 〜史上最強の魔王の始祖、転生して子孫たちの学校へ通う〜
- 老後に備えて異世界で8万枚の金貨を貯めます
- あやかしトライアングル
- マッシュル-MASHLE-
- 実は俺、最強でした?
- SHY
- 『ヒプノシスマイク-Division Rap Battle-』Rhyme Anima +
- 帰還者の魔法は特別です
- ポーション頼みで生き延びます!

2024年
- マッシュル-MASHLE- 神覚者候補選抜試験編
- 転生したら第七王子だったので、気ままに魔術を極めます

2025年
- 魔神創造伝ワタル

#### Webアニメ（ADKMS）
2019年
- そばへ
- ガンダムビルドダイバーズRe:RISE

2022年
- TIGER & BUNNY 2

2023年
- 転生したらスライムだった件 コリウスの夢

#### OVA（ADKMS）
2020年
- 俺を好きなのはお前だけかよ〜俺たちのゲームセット〜

#### アニメーション映画（ADKMS）
2019年
- 劇場版シティーハンター 新宿プライベート・アイズ

2022年
- 劇場版 転生したらスライムだった件 紅蓮の絆編

2023年
- 北極百貨店のコンシェルジュさん

2024年
- 機動戦士ガンダムSEED FREEDOM

## ADKクリエイティブ・ワン
株式会社ADKクリエイティブ・ワン（エイディケイクリエイティブ・ワン、英: ADK Creative One Inc.、略称: ADKCO）は、日本の広告代理店。
2019年1月1日に株式会社ADKアーツから商号を変更し、アサツー ディ・ケイのクリエイティブ・ソリューション事業セクターを承継した。
2019年11月、クリエイティブ×テクノロジーを起点とした体験デザイン/サービス開発を行うクリエイティブブティック「addict」を設立。
2021年2月19日、加速するDX時代のコミュニケーション課題を ワンストップでスピーディに解決するオンラインサポートサービス『ONE ONLINE』を提供開始。
同年2月26日、周年事業を通じて企業変革を支援する 専門チーム『周年エクスペリエンスデザイン』発足。
同年3月5日、専門性によって課題解決のブレーンが選べる 業界初のクリエイター専門店街『ADK CREATIVE MALL』を発足。
2023年11月9日、ADKクリエイティブ・ワンとグリーは、SNS・インフルエンサーマーケティング領域のサービス提供を目的とした合弁会社の設立について基本合意に至った。これにより両社は、SNS・インフルエンサーを中心としたマーケティングにおける戦略策定・立案から、施策の実行・運用に至る包括的なサービス提供を目指すとしている。両社が有するマーケティングとテクノロジーに関するナレッジ・リソースを集結し、時代に沿った顧客体験価値の実現を目指すクライアント企業の取り組みをサポートする。
2024年3月22日、グリーとADKクリエイティブ・ワンによる合弁会社「株式会社ADKソーシャルメディア・マーケティング」を設立。

### 制作に関わっている実写作品（ADKCO）

#### テレビドラマ（ADKCO）
2014年
- ダークシステム 恋の王座決定戦

2017年
- Re:Mind

2018年
- バカボンのパパよりバカなパパ

2019年
- 神の手
- まどろみバーメイド
- 新米姉妹のふたりごはん

2020年
- 大江戸スチームパンク

2023年
- ハッピーアイスクリーム

#### 実写映画（ADKCO）
2010年
- 誰かが私にキスをした

2016年
- バニラボーイ トゥモロー・イズ・アナザー・デイ

2018年
- 猫は抱くもの

2020年
- 前田建設ファンタジー営業部

### 制作に関わっている舞台作品（ADKCO）
2016年
- のぶニャがの野望 幸村と五輪の剣

2017年
- 舞台 真・三國無双
- 舞台 ハイスクール!奇面組

2018年
- 舞台 真・三國無双 官渡の戦い
- 舞台 ハイスクール!奇面組2 〜嵐を呼ぶ変態ライバル対決〜

2019年
- 舞台 真・三國無双 赤壁の戦い

2020年
- 舞台 ハイスクール!奇面組3 〜危機一髪!修学旅行編〜

## ADKエモーションズ
株式会社ADKエモーションズ（エイディケイエモーションズ、英: ADK Emotions Inc.、略称: ADKEM）は、日本の広告代理店。
2019年1月4日に株式会社アサツー ディ・ケイの企業組織再編により、同社のコンテンツ事業セクターを承継した。
同年10月を持ってADKエモーションズが傘下のディーライツを吸収合併した。あわせてディーライツの北米子会社Sunrights.Incも商号変更しADK Emotions NY.Incになる。
2024年3月26日付の役員異動により、代表取締役社長を務める野田孝寛が代表取締役会長に就任し、後任には日本アドシステムズとスタジオKAIで代表取締役社長を務めた柴田邦彦が就任した。

### 制作に関わっているアニメ作品（ADKEM）

#### テレビアニメ（ADKEM）
2019年
- HUGっと!プリキュア
- ONE PIECE
- 爆釣バーハンター
- 少年アシベ GO! GO! ゴマちゃん（第3期）
- ドラえもん（2005年版）
- クレヨンしんちゃん
- スター☆トゥインクルプリキュア
- 少年アシベ GO! GO! ゴマちゃん（第4期）
- ベイブレードバースト ガチ
- ファンタシースターオンライン2 エピソード・オラクル

2020年
- ヒーリングっど♥プリキュア
- ミュークルドリーミー

2021年
- トロピカル〜ジュ!プリキュア
- ミュークルドリーミー みっくす!

2022年
- デリシャスパーティ♡プリキュア
- ちみも
- シャインポスト

2023年
- ひろがるスカイ!プリキュア
- キャプテン翼シーズン2 ジュニアユース編
- ビックリメン
- BEYBLADE X

2024年
- わんだふるぷりきゅあ!
- 2.5次元の誘惑
- キン肉マン 完璧超人始祖編

2025年
- FARMAGIA
- 魔法つかいプリキュア!!〜MIRAI DAYS〜
- キン肉マン 完璧超人始祖編 Season 2
- キミとアイドルプリキュア♪

#### Webアニメ（ADKEM）
2019年
- ベイブレードバースト ガチ
- SUPER SHIRO

2020年
- ベイブレードバースト スパーキング

2021年
- ベイブレードバースト ダイナマイトバトル

2022年
- 風都探偵

#### アニメーション映画（ADKEM）
2019年
- 映画ドラえもん のび太の月面探査記
- 映画 プリキュアミラクルユニバース
- クレヨンしんちゃん 新婚旅行ハリケーン 〜失われたひろし〜
- ONE PIECE STAMPEDE
- 映画 スター☆トゥインクルプリキュア 星のうたに想いをこめて

2020年
- 映画ドラえもん のび太の新恐竜
- クレヨンしんちゃん 激突! ラクガキングダムとほぼ四人の勇者
- 映画 プリキュアミラクルリープ みんなとの不思議な1日
- STAND BY ME ドラえもん 2

2021年
- 映画 ヒーリングっど♥プリキュア ゆめのまちでキュン!っとGoGo!大変身!!
- クレヨンしんちゃん 謎メキ!花の天カス学園
- 映画 トロピカル〜ジュ!プリキュア 雪のプリンセスと奇跡の指輪!

2022年
- 映画ドラえもん のび太の宇宙小戦争 2021
- クレヨンしんちゃん もののけニンジャ珍風伝
- ONE PIECE FILM RED
- 映画 デリシャスパーティ♡プリキュア 夢みる♡お子さまランチ!

2023年
- 映画ドラえもん のび太と空の理想郷
- しん次元! クレヨンしんちゃん THE MOVIE 超能力大決戦 〜とべとべ手巻き寿司〜
- 映画 プリキュアオールスターズF

2024年
- 映画ドラえもん のび太の地球交響楽
- クレヨンしんちゃん オラたちの恐竜日記
- わんだふるぷりきゅあ!ざ・むーびー! ドキドキ♡ゲームの世界で大冒険!

2025年
- ベルサイユのばら
- 映画ドラえもん のび太の絵世界物語
- クレヨンしんちゃん 超華麗!灼熱のカスカベダンサーズ
- 映画 キミとアイドルプリキュア♪ お待たせ!キミに届けるキラッキライブ!

### 制作に関わっている実写作品（ADKEM）

#### テレビドラマ（ADKEM）
2019年
- 仮面ライダージオウ（第17話 - 第49話）
- 仮面ライダーゼロワン

2020年
- 仮面ライダーセイバー

2021年
- ガールガンレディ
- 仮面ライダーリバイス

2022年
- 仮面ライダーギーツ

2023年
- 仮面ライダーガッチャード

2024年
- 仮面ライダーガヴ

#### Webドラマ（ADKEM）
2020年
- 妖怪人間ベラ 〜Episode 0〜

#### 実写映画（ADKEM）
2019年
- 劇場版 仮面ライダージオウ Over Quartzer
- 騎士竜戦隊リュウソウジャー THE MOVIE タイムスリップ!恐竜パニック!!
- 仮面ライダー 令和 ザ・ファースト・ジェネレーション

2020年
- 妖怪人間ベラ
- 劇場版 仮面ライダーゼロワン REAL×TIME
- 劇場短編 仮面ライダーセイバー 不死鳥の剣士と破滅の本

2021年
- 魔進戦隊キラメイジャー THE MOVIE ビー・バップ・ドリーム
- 騎士竜戦隊リュウソウジャー 特別編 メモリー・オブ・ソウルメイツ
- 機界戦隊ゼンカイジャー THE MOVIE 赤い戦い! オール戦隊大集会!!
- セイバー+ゼンカイジャー スーパーヒーロー戦記
- 劇場版 仮面ライダーリバイス
- 仮面ライダー ビヨンド・ジェネレーションズ

2022年
- 劇場版 仮面ライダーリバイス バトルファミリア
- 暴太郎戦隊ドンブラザーズ THE MOVIE 新・初恋ヒーロー
- 仮面ライダーギーツ×リバイス MOVIEバトルロワイヤル

2023年
- シン・仮面ライダー
- 映画 仮面ライダーギーツ 4人のエースと黒狐
- 映画 王様戦隊キングオージャー アドベンチャー・ヘブン
- 仮面ライダー THE WINTER MOVIE ガッチャード&ギーツ 最強ケミー★ガッチャ大作戦

## ADK在籍中・出身の著名人
- 阿部秀司（CMディレクター、クリエイティブディレクター、コピーライター、映画プロデューサー、企画制作プロダクションROBOT創業者）
- 青柳有美子（アートディレクター、イラストレーター、作家[62]。『だっこずし まぐろはどこだ?』など著書多数[63]）
- 石川真一郎（ゴンゾ代表取締役社長）
- 市川喜康（作詞家・作曲家・クリエイティブディレクター）
- 伊藤直樹（クリエイティブディレクター・コピーライター・アートディレクター。現Party代表）
- 犬童一心（映画監督。ADKアーツ在籍）
- 稲垣正夫（旭通信社創業者）
- 岩村暢子（現代家族論研究者、ADK200Xファミリーデザイン室室長。ADK在籍）
- 大山俊哉（現代表取締役社長兼グループCEO）
- 植野伸一（元代表取締役社長）
- 海老沢幸男（アニメーター、演出家、エイケン出身）
- 大塚雄三（ミュージシャン・元CHARCOAL FILTERのヴォーカリスト）
- 大塚智（クリエイティブ・ディレクター。ADK出身。アクセンチュアソング・Droga5所属）
- 大林宏（検察官、第25代検事総長。ADK取締役）
- 大垣友紀惠（アートディレクター）
- 片岡義朗（アニメプロデューサー・舞台プロデューサー）
- 片岡良子（CHERRY所属のコピーライター。JAAAクリエイター・オブ・ザ・イヤー2024受賞）
- 加藤公一レオ（実業家、売れるネット広告社代表取締役社長兼CEO）
- 川上徹也（コピーライター・コミュニケーションディレクター・作家）
- 砧大蔵（小説家、漫画原作者、ADKインターナショナル出身）
- 国定希生（BeReal代理店パートナーシップリード兼コンテンツソリューションマネージャー、日本第一号社員）
- コーラ小林（小林隆英。伊良コーラ代表[64]）
- 小関敦之（築地王、出版プロデューサー、商品開発研究家[65]）
- 齋藤匠（テレビプロデューサー、アクロ代表取締役社長）
- 佐藤達郎（コピーライター・多摩美術大学）[66]
- 澤邊芳明（ワン・トゥー・テン・ホールディングス代表取締役社長）
- 杉本勇次（ベインキャピタル日本代表マネージングディレクター。2017年10月2日にADKに対してTOBを開始した）
- 鈴木聡倫（CHERRY代表取締役）
- 攝津幸彦（俳人）
- 高橋哲哉（漫画家・イラストレーター・同人作家）
- 多氣田力（ADK元社長）
- 立川かしめ（落語家、落語立川流・立川こしら門下[67]）
- 戸練直木（アカウントプランナー。kazepro代表）
- 長沼孝一郎（元ADK取締役会議長）
- 中野剛（HAPPY NUTS DAY代表[68]）
- 萬代知（プロデューサー、ADK・日本アドシステムズ出身）
- 藤本勝也（クリエイティブディレクター。元1-10imagine取締役。現addict代表）
- マーティン・ソレル（実業家、WPPグループ創業者兼CEO）
- マシコタツロウ（作詞家・作曲家・シンガーソングライター）
- 松下洋子（プロデューサー・エイケン常務取締役）
- 松田健（GOクリエイティブ・ディレクター[69]）
- 松露将典（盆栽職人[70]）
- 水野仁輔（カレー研究家[71]）
- 三井明子（コピーライター）
- 三寺雅人（クリエイティブディレクター。ビーコンコミュニケーションズ、ジオメトリーを経て2018年ADKに移籍）
- 山崎立士（テレビアニメプロデューサー、アニメーション監督、脚本家。ADK、日本アドシステムズ出身）
- 横山隆治（デジタル・アドバタイジング・コンソーシアム元副社長、ADKインタラクティブ元社長）
- ロブ・シャーロック（ワールドワイド・エグゼクティブ・クリエイティブ・ディレクター。ADK在籍）

## 不祥事・諸問題

### 東京五輪での中抜き
2021年5月、大会組織委員会の内部資料に関する報道で、電通、東急エージェンシー、博報堂、フジメディアHG系列の番組制作会社フジクリエイティブコーポレーションなどの大手広告代理店等9社のうちの1社として報道され、人材派遣会社パソナと共に「日当35万円」など管理費や人件費名目で「中抜き」（ピンハネ、丸投げ）に関与していたとされた。

### 東京五輪組織委理事への贈賄
2022年7月末、東京五輪専任代理店電通と再委託関係となる「販売協力代理店」選定に絡み、元電通で大会組織委員会元理事の高橋治之の一連の五輪汚職事件を巡る贈収賄の容疑で、東京都港区のADKホールディングス本社や東京都大田区の同社元五輪担当本部長宅が東京地検特捜部に家宅捜索を受けた。 10月19日には同事件に関わったとして現役社長である植野伸一、元専務の久松茂治、元五輪担当本部長の多田俊明 の3名が東京地検特捜部に贈賄の疑いで逮捕された。
大会組織委員会理事であった高橋はみなし公務員であり、企業からの金品の受領は違法である。AOKIホールディングス、KADOKAWAなどの大会スポンサーや、電通から再受託を受けた広告代理店「大広」などが高橋に多額の金銭を支払っていたことが発覚し、2022年8月以降、収賄側の高橋と高橋の知人、贈賄側企業の会長や経営幹部らが次々と逮捕されている。
ADKは植野が社長に就任し、東京五輪の開催が決定した2013年から毎月50万円ずつ計2,700万円を、高橋が経営するコンサルティング会社「コモンズ」に支払った。さらにADKは、コインパーキング最大手「パーク24」の大会スポンサー斡旋に介在し、開催3年前の2018年12月に、電通との折半で2.000万円を高橋の知人が経営する休眠会社「アミューズ」を通じて支払ったとされる。ADKの贈賄容疑については、一部は公訴時効の3年間が過ぎていることから、贈賄額の計4,700万円のうち、1,400万円が容疑の対象となっている。
なお同日、高橋は、ADKおよび大会マスコットミライトワとソメイティのぬいぐるみを販売していた「サン・アロー」からの受託収賄容疑で再逮捕された。一連の五輪汚職による高橋の逮捕は4度目で、極めて異例である。
また、逮捕された植野は19日付で取締役及び代表取締役を辞任した。同日行われた株主総会と翌20日に行われた取締役会で、元電通執行役員及び元電通デジタル代表取締役社長で、ADKホールディングス執行役員社長補佐グループCDOおよびADKマーケティング・ソリューションズ代表取締役社長の大山俊哉が、ADKホールディングス代表取締役社長兼グループCEOに就任する人事を決議した。
11月9日に植野ら3人が贈賄罪で起訴された。
2023年5月11日、東京地方裁判所は贈賄罪で元専務執行役員の久松に懲役1年6月、執行猶予3年、元五輪担当本部長の多田に懲役1年、執行猶予3年の判決をそれぞれ言い渡した。同年7月12日、東京地方裁判所は植野に懲役2年、執行猶予4年を言い渡した。

### 東京五輪テスト大会の入札談合
2022年11月22日、東京五輪のテスト大会を巡る入札談合疑惑で、ADKマーケティング・ソリューションズが公正取引委員会に対し、課徴金減免制度に基づいて談合を自主申告していたことが判明した。談合が疑われているのは、五輪組織委員会が発注した各競技のテスト大会の計画立案などを委託する業務。2018年、1～2会場ごとに計26件の競争入札が行われ、電通やADKといった広告会社など9社と共同事業体の1団体が落札した。契約額は1件あたり約6000万～約400万円で、総額は5億円余りに上る。同月25日と28日、東京地検特捜部と公正取引委員会は私的独占の禁止及び公正取引の確保に関する法律（独占禁止法）違反容疑で、電通本社、イベント制作会社「セレスポ」及び「セイムトゥー」、フジメディアHG系列の番組制作会社フジクリエイティブコーポレーション、東急エージェンシー、博報堂などに家宅捜索を行い、同月29日には、電通ライブ、イベント制作会社「シミズオクト」及び「トレス」などと共に、ADKマーケティング・ソリューションズを家宅捜索した。課徴金減免制度に基づき公正取引委員会による刑事告発は免れた。
2025年6月23日、ADKマーケティング・ソリューションズが公正取引委員会から独占禁止法違反（不当な取引制限）を認定され、再発防止を求める排除措置命令を受けた。課徴金減免制度によって課徴金納付については免れた。